# فيران رول
فيران رول (بالإنجليزية: Ferran Rull)‏، المولود في 22 أغسطس 1997 في برشلونة، هو ممثل تلفزيوني ومسرح وفيلم إسباني.

## حياة
منذ صغره، كان يحب الفنون المسرحية، مع التدريب في التمثيل والجاز والرقص والصوت وكوميديا ديل آرت والمهرج والكمان والدراسات المهنية في مدرسة المسرح الموسيقي و رقصة الذاكرة منذ ذلك الحين كان عمره 8 سنوات (2006) حتى 2017. لاحقًا تدرب أيضًا في دراسة ل الممثل لورا جو (2018).
شارك في عدة مقاطع فيديو لنادي السوبر 3 من 2006 إلى 2010. ومع ذلك ، لم يكن حتى عام 2009 عندما ظهر لأول مرة في فيلم أبطال من إخراج باو فريكساس وكتابة ألبرت إسبينوسا. بالنسبة لهذا الفيلم ، ذهب جميع الممثلين في فريق التمثيل إلى معسكر صيفي حتى تكون العلاقات أكثر إغلاقًا.

## وصلات خارجية
- فيران رول على موقع IMDb (الإنجليزية)
- فيران رول على موقع قاعدة بيانات الفيلم (الإنجليزية)